# Hasseltbos
Het Hasseltbos is een natuurgebied in de Vlaamse Ardennen in Zuid-Oost-Vlaanderen (België). Het ongeveer 25 ha grote bos wordt beheerd door de Vlaamse overheidsdienst Agentschap voor Natuur en Bos en privé-eigenaren. Het natuurgebied ligt op het grondgebied van de gemeente Geraardsbergen (deelgemeente Ophasselt). Het gebied is erkend als Europees Natura 2000-gebied (Bossen van de Vlaamse Ardennen en andere Zuid-Vlaamse bossen) en maakt deel uit van het Vlaams Ecologisch Netwerk. Het sluit bovendien aan op het Natuurpuntreservaat Parkbos-Uilenbroek.

## Landschap
Het Hasseltbos is gelegen op de valleiflank van de Parkbosbeek. Het natuurgebied bevindt zich op de westelijke flank van de 77 m hoge Gapenberg en ligt midden in het heuvelende landschap van de Vlaamse Ardennen. Het reliëf loopt vrij steil af naar de Parkbosbeek die de westgrens van het bos vormt. Het landschap bestaat uit een mengeling van bos (beuk, eik etc.), (natte) graslanden en moerasbossen.

## Fauna
Het Hasseltbos biedt onderdak aan tal van diersoorten, waaronder buizerd, sperwer, boomklever, matkop, konijn, vos, bunzing en bont zandoogje. Door natuurgericht bosbeheer wil men kansen creëren voor de rivierdonderpad in de snelstromende Kakebeek en voor eikelmuis, levendbarende hagedis, grote vos, keizersmantel.

## Flora
Het Hasseltbos is een typisch beukenbos; sommige bomen zijn tot 150 jaar oud. Verder komen er ook soorten voor als zomereik, es, esdoorn, zoete kers, populier en vlier. Delen van het bos zijn hakhout, waarbij  hazelaar een belangrijke rol speelt. Het Hasseltbos kent een uitbundige voorjaarsflora (bosanemoon, wilde hyacint, paarse schubwortel etc.).

## Natuurbeleving
Het Hasseltbos is vrij toegankelijk op de wandelpaden van het Agentschap voor Natuur en Bos

## Afbeeldingen

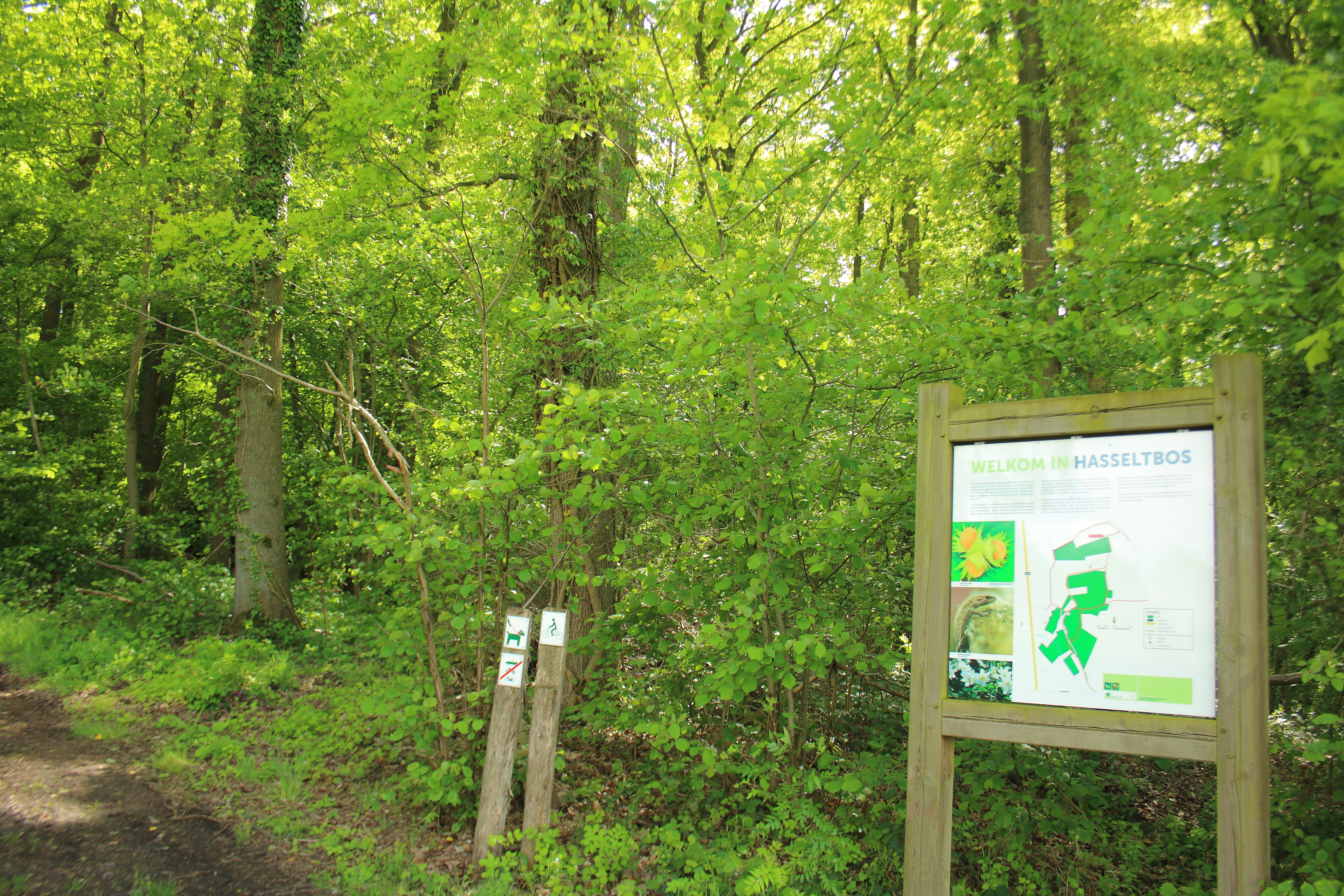
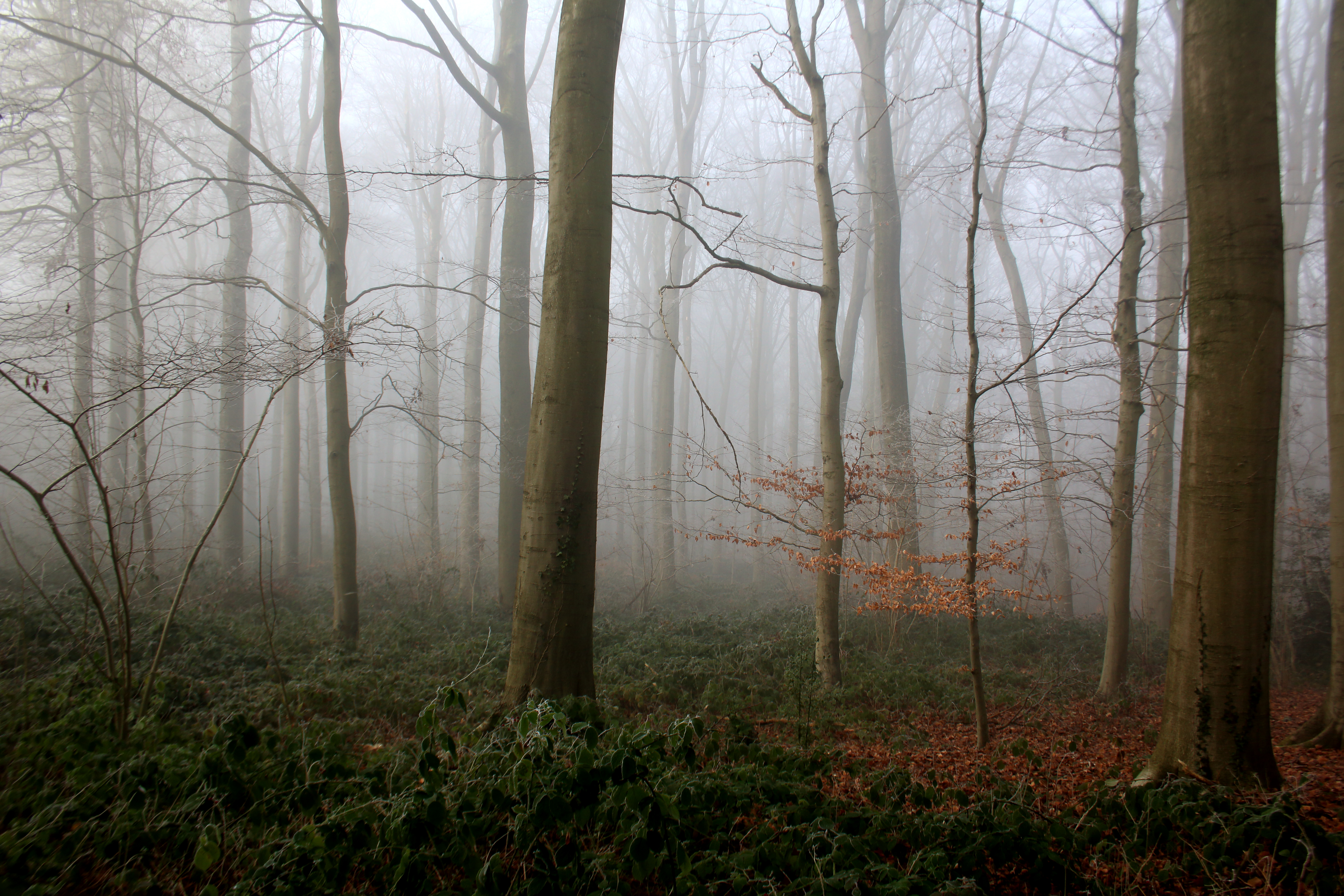
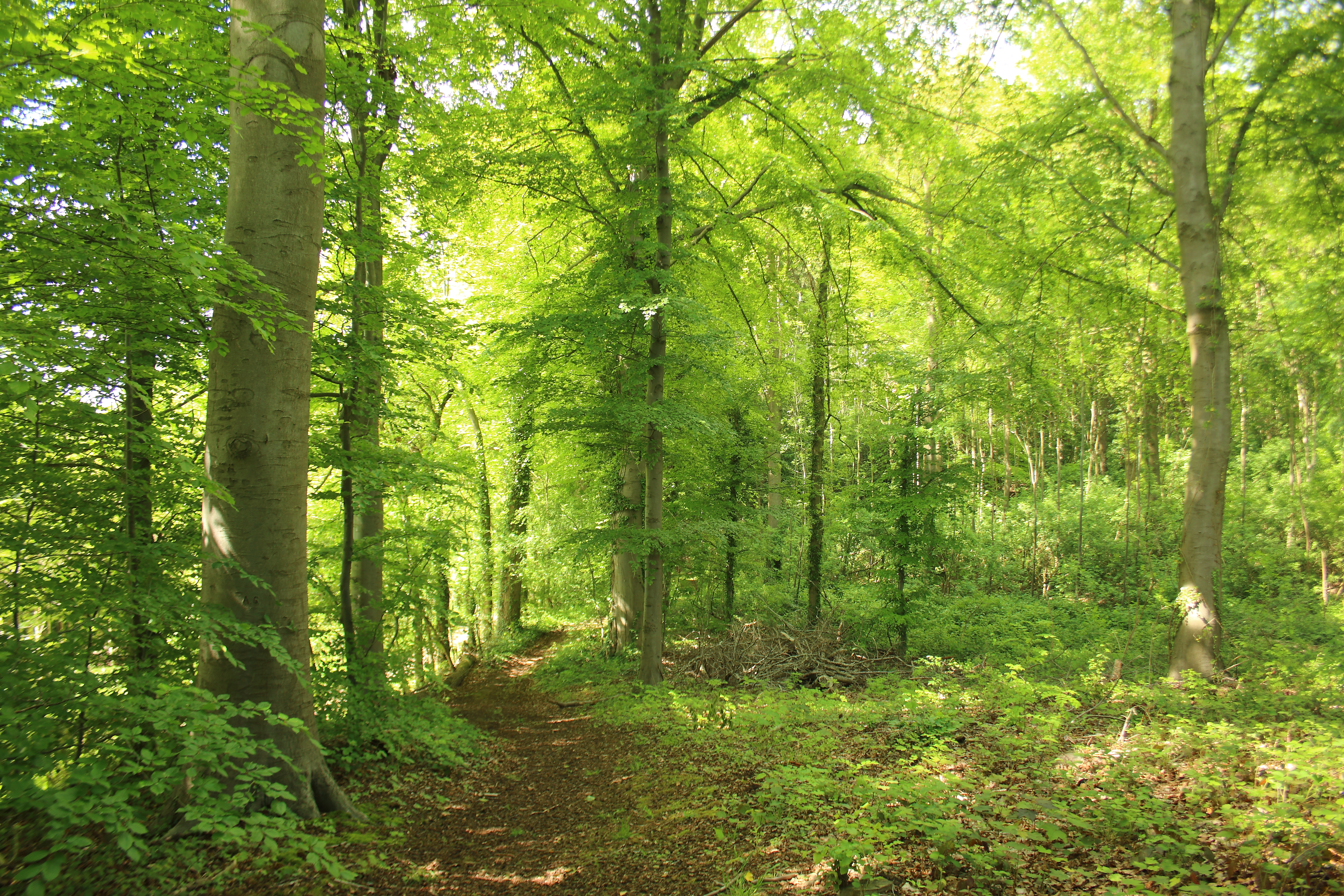
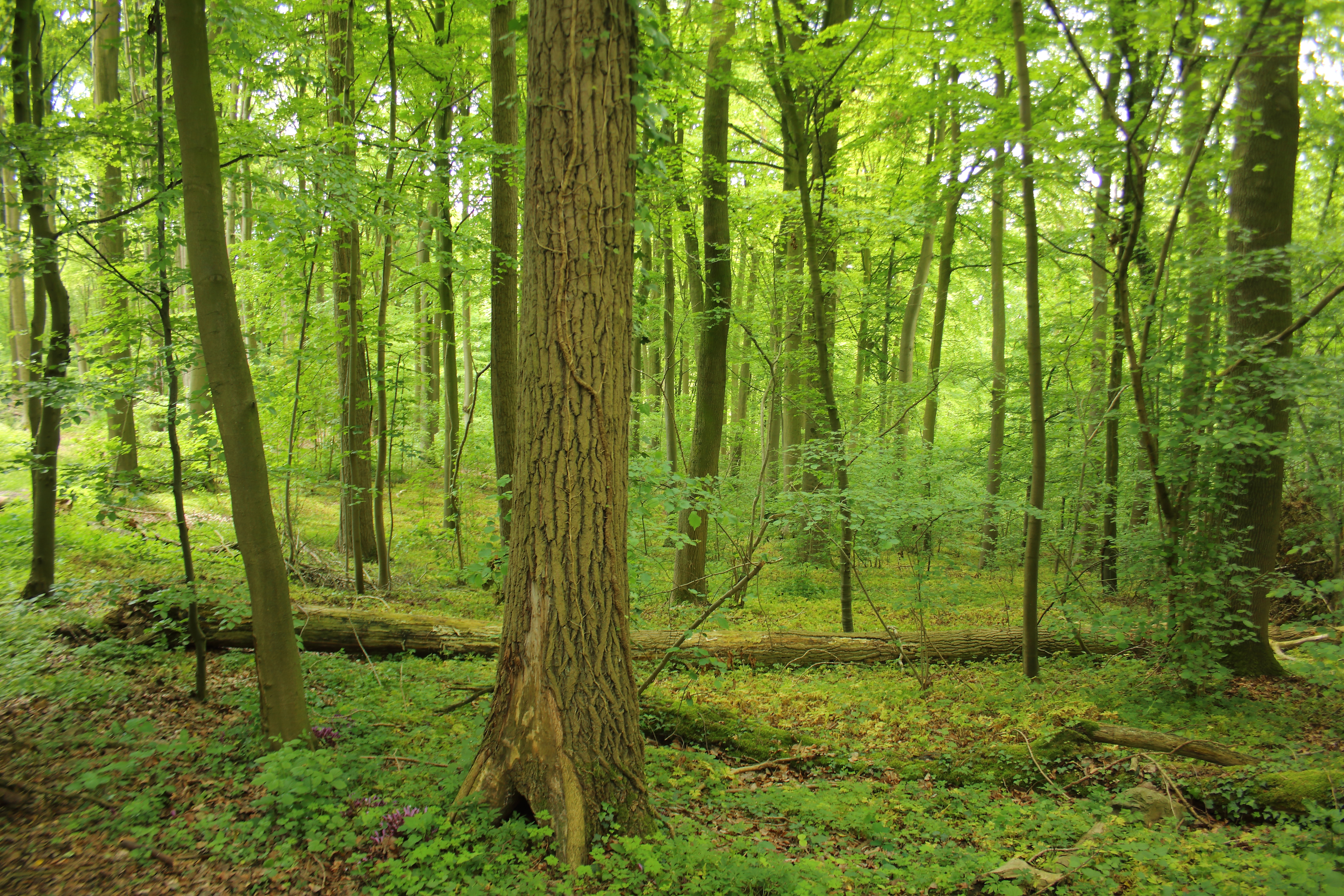
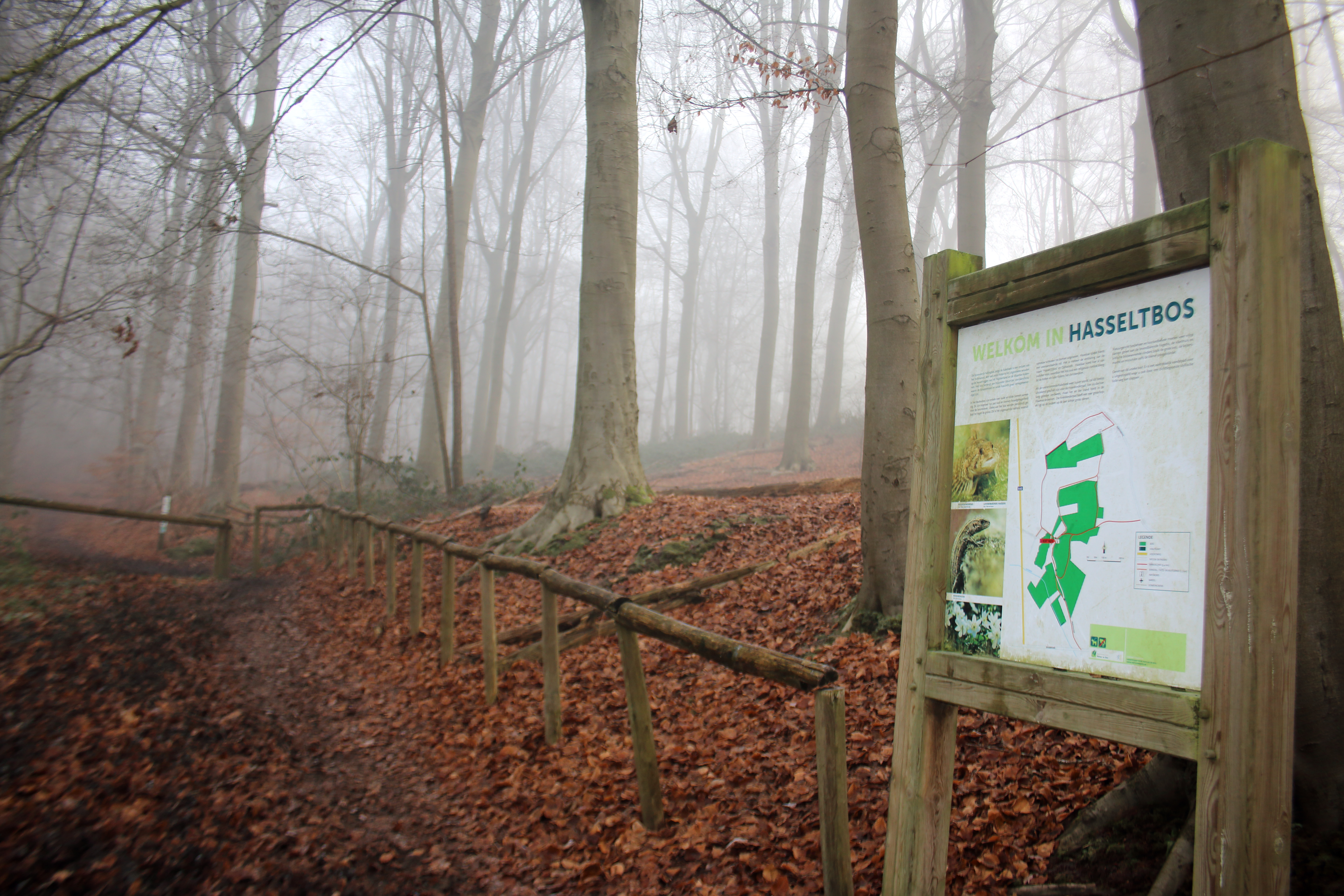